# Johannes Åkesson
Johannes Andreas Åkesson (i riksdagen kallad Åkesson i Raskarum), född 30 oktober 1872 i Södra Mellby församling, Kristianstads län, död 7 juni 1954 i Sankt Olofs församling, Kristianstads län, var en svensk lantbrukare och politiker (liberal).
Johannes Åkesson, som var son till en sjökapten och lantbrukare, arrenderade ett jordbruk i Raskarum. Han var kommunalt verksam i Sankt Olof och var även ordförande i Kiviks missionsförening.
Han var riksdagsledamot 1914-1919 med ett kort uppehåll: vid vårriksdagen 1914 i andra kammaren för Kristianstads läns sydöstra valkrets och 1915-1919 i första kammaren för Kristianstads läns valkrets. Som representant för Frisinnade landsföreningen tillhörde han dess riksdagsparti Liberala samlingspartiet. I riksdagen var han bland annat ledamot av första kammarens första tillfälliga utskott 1916-1917. Han engagerade sig bland annat i frågan om skattefrihet för kommunala brännvinsbolag.
Johannes Åkesson var bror till äppelodlaren Henric Åkesson och far till riksdagsledamoten Sten Åkesson.